# Dulce beat
Dulce beat è il secondo album in studio del gruppo musicale messicano Belanova, pubblicato nel 2005.

## Tracce
1. Niño – 3:29
2. Rosa pastel – 3:06
3. Soñar – 3:52
4. Mírame – 3:04
5. Miedo – 3:33
6. Escena final – 3:25
7. Por ti – 3:35
8. Tal vez – 2:58
9. Me pregunto – 3:06
10. Sexy – 3:04
11. Te quedas o te vas – 3:42